# Новошандровка (Юрьевский район)
Новошандровка (укр. Новошандрівка) — село,
Шандровский сельский совет,
Юрьевский район,
Днепропетровская область,
Украина.
Код КОАТУУ — 1225988505. Население по переписи 2001 года составляло 93 человека .

## Географическое положение
Село Новошандровка находится в 1,5 км от села Чаплинка.
По селу протекает пересыхающий ручей с запрудой.